# Heinrich Rosenthal (Politiker, 1846)
Heinrich Rosenthal (* 25. Junijul. / 7. Juli 1846greg. in Tartu; † 27. Apriljul. / 10. Mai 1916greg. in Tallinn) war ein estnischer Arzt und gesellschaftlicher Aktivist.

## Leben
Rosenthal war der Sohn eines Schneiders und ging in Tartu zur Schule. Von 1865 bis 1871 studierte er an der Kaiserlichen Universität Dorpat Medizin. Anschließend war er kurzzeitig als Arzt in Kronstadt tätig, bevor er ab 1873 Marinearzt in Tallinn war. 1906 wurde er pensioniert.
Heinrich Rosenthal war seit 1872 mit Eugenie Cäcilie Fanni Jannsen (1845–1897) verheiratet, der Tochter von Johann Voldemar Jannsen und somit der Schwester Lydia Koidulas.

## Beteiligung an der nationalen Emanzipationsbewegung
Bereits während seines Studiums engagierte sich Rosenthal für die kulturellen Belange der Esten. Er war Mitglied der Vanemuine-Gesellschaft und 1869 im Organisationskomitee für das erste estnische Liederfest. 1870 war er einer der Initiatoren der sogenannten „Kalevipoeg-Abende“, Zusammenkünfte estnischer Studierender, auf denen man gemeinsam das Nationalepos Kalevipoeg las und sich die schwierigen Stellen von Jakob Hurt, damals Gymnasiallehrer in Tartu, erläutern ließ. Hieraus ging letztlich der Verein Studierender Esten hervor, dessen Gründungsmitglied Rosenthal demzufolge war. Später war er lange Jahre (1884–1895) Vorsitzender des Philisterverbandes des Vereins. Auch unterstützte er die  Emanzipationsbewegung und war  an der Gründung des Estnischen Literatenvereins  beteiligt, und von 1877 bis 1884 war er Mitglied des Komitees für die Estnische Alexanderschule. In den 1880er Jahren war er Mitglied des Tallinner Stadtrats.
Überhaupt war Rosenthal durch seine Schwiegerfamilie aufs Engste mit verschiedenen Aktivitäten verbunden, die sich um eine Förderung der estnischen Kultur und Literatur bemühten. So stand er 1870 in Koidulas erstem Stück „Der Vetter aus Saaremaa“ auf der Bühne, und auch in den beiden nächsten Stücken seiner Schwägerin war er mit von der Partie.

## Literarische Betätigung
Nach seiner Pensionierung hatte Rosenthal Zeit für literarische Aktivitäten. Aus seiner Feder stammt eine estnische gereimte Übersetzung von Gerhart Hauptmanns seinerzeit populärem Drama Die versunkene Glocke (1914). Kulturhistorisch von großer Bedeutung sind seine auf Deutsch verfassten Memoiren Kulturbestrebungen des estnischen Volkes während eines Menschenalters (1869–1900), worin er als Zeitzeuge viele gesellschaftliche Entwicklungen der Zeit kommentiert.